# Bob Peterson (baloncestista)
Robert "Bob" Peterson (San Mateo, California, 25 de enero de 1932-San José, California, 30 de julio de 2011) fue un jugador de baloncesto estadounidense que disputó tres temporadas en la NBA. Con 1,96 metros de estatura, jugaba en la posición de ala-pívot.

## Trayectoria deportiva

### Universidad
Jugó durante dos temporadas con los Ducks de la Universidad de Oregón, en las que promedió 12,4 puntos por partido. Además, en su última temporada capturó 466 rebotes (16,6 por partido), récord hoy en día de la universidad. En 1951 fue incluido en el mejor quinteto de la Pacific Coast Conference.

### Profesional
Fue elegido en la vigésima posición del Draft de la NBA de 1953 por Baltimore Bullets, quienes lo despidieron poco después de comenzada la liga, fichando como agente libre por Milwaukee Hawks, jugando en total sólo 8 partidos en toda la temporada.
En 1954 ficha por los New York Knicks, donde jugaría dos temporadas como suplente, siendo la más destacada la última de ellas, en la que promedió 5,3 puntos y 3,8 rebotes por partido.

## Estadísticas de su carrera en la NBA

### Temporada regular
| Temporada | Edad | Equipo            | Liga | P   | TIT | MIN  | TC  | TCA | %TC  | TL  | TLA | %TL  | R.OF. | R.DEF. | REB | ASIS | FP  | PTS |
| 1953-54   | 22   | TOTAL             | NBA  | 8   |     | 7.5  | 0.4 | 1.3 | .300 | 1.1 | 1.4 | .818 |       |        | 1.5 | 0.4  | 1.9 | 1.9 |
| 1953-54   | 22   | Baltimore Bullets | NBA  |     |     |      |     |     |      |     |     |      |       |        |     |      |     |     |
| 1953-54   | 22   | Milwaukee Hawks   | NBA  |     |     |      |     |     |      |     |     |      |       |        |     |      |     |     |
| 1954-55   | 23   | New York Knicks   | NBA  | 37  |     | 13.6 | 1.7 | 4.6 | .367 | 0.8 | 1.2 | .667 |       |        | 4.2 | 0.8  | 2.2 | 4.2 |
| 1955-56   | 24   | New York Knicks   | NBA  | 58  |     | 13.4 | 2.1 | 5.2 | .399 | 1.2 | 1.8 | .654 |       |        | 3.8 | 0.8  | 2.1 | 5.3 |
| Total     |      |                   | NBA  | 103 |     | 13.0 | 1.8 | 4.7 | .386 | 1.0 | 1.6 | .669 |       |        | 3.8 | 0.8  | 2.1 | 4.7 |

### Playoffs
| Temporada | Edad | Equipo          | Liga | P | MIN | TCA | TC | TLA | TL | R.OF. | REB | ASIS | FP | PTS | %TC  | %3P | %FT  | MIN  | PTS | REB | AST |
| 1954-55   | 23   | New York Knicks | NBA  | 3 | 71  | 7   | 15 | 10  | 11 |       | 16  | 5    | 3  | 24  | .467 |     | .909 | 23.7 | 8.0 | 5.3 | 1.7 |
| Total     |      |                 | NBA  | 3 | 71  | 7   | 15 | 10  | 11 |       | 16  | 5    | 3  | 24  | .467 |     | .909 | 23.7 | 8.0 | 5.3 | 1.7 |